# Bastien Tronchon
Pour les articles homonymes, voir Tronchon.
Bastien Tronchon, né le 29 mars 2002 à Chambéry, est un coureur cycliste français.

## Biographie
En août 2022, Il gagne la 3e étape du Tour de Burgos qui est sa première course professionnelle, alors qu'il vient tout juste de débuter comme stagiaire pour AG2R Citroën.
En janvier 2025, il prend l’échappée sur la 1re étape du Tour Down Under et se classe dans le top 10 grâce aux bonifications des sprints intermédiaires. Sur les étapes suivantes, il conserve ce classement et termine finalement 5e du classement général, son premier top 5 sur une course WorldTour. Le 11 mai 2025, il remporte malgré des péripéties le Tro Bro Leon, devant son coéquipier Pierre Gautherat.
En août 2025, il signe pour intégrer à partir de 2026 et pour trois saisons l'équipe Groupama-FDJ.

## Palmarès

### Palmarès amateur
- 2019
  - 2e du championnat de France du relais mixte juniors
- 2020
  - Classic Jean-Patrick Dubuisson juniors
  - 2e du championnat de France sur route juniors
- 2021
  - Grand Prix de Fougères
  - 3e de La Durtorccha
  - 3e du Tour de Côte-d'Or
  - 3e du Grand Prix des Marbriers
- 2022
  - Pelousey Classic
  - Tour de la Province de Bielle
  - 2e étape de L'Armoricaine Cycliste
  - 3e de la Boucle de l'Artois
  - 3e de L'Armoricaine Cycliste
  - 3e des Trois Jours de Cherbourg

### Palmarès professionnel
- 2022
  - 3e étape du Tour de Burgos
- 2024
  - 2e de la Clásica Jaén
- 2025
  - Tro Bro Leon
  - 2e du Tour du Finistère
  - 5e du Tour Down Under

## Résultats sur les grands tours

### Tour de France
1 participation
- 2025 : 77e

### Tour d'Italie
1 participation
- 2024 : 88e

## Classements mondiaux
| Année                                 | 2021  | 2022  | 2023  | 2024 |
| ------------------------------------- | ----- | ----- | ----- | ---- |
| Classement mondial                    | 1740e | 1211e | 1432e | 298e |
| UCI Europe Tour                       | 1198e | 848e  | nc    | nc   |
|                                       |       |       |       |      |
| Légende : nc = non classéSource : UCI |       |       |       |      |